# Odette Tiennot
Odette Tiennot, née Laporte le 17 décembre 1910 à Paris et morte le 27 octobre 2011 à Mirande, est une Juste de France qui vivait à Auch, dans le Gers. Elle est mariée à Robert Tiennot et est mère au foyer de ses trois enfants. Elle a hébergé durant la Seconde Guerre mondiale, Henri Gies, un homme juif, père de Marcel Gies. Elle est inscrite à la liste des « Justes parmi les nations » de Yad Vashem. 

## Durant la Seconde Guerre mondiale
Lors de la Seconde Guerre mondiale, Odette Tiennot et son mari Robert Tiennot ont accueilli Henri Gies, un juif français. Il a été présenté à la Gestapo comme l'oncle des enfants. Durant les interrogatoires, Odette et Robert ne varièrent jamais leurs déclarations au sujet d'Henri Gies.
Après la guerre, Odette a raconté que lors d'un interrogatoire, seule à la maison, elle n'avait pas parlé, mais le traumatisme aboutit à la perte de l'enfant qu'elle portait.
Henri Gies vécut chez la famille Tiennot jusqu'à la fin de la guerre, après quoi, aucune trace de lui n'est rapportée.

## Les récompenses
Depuis le 16 juillet 1998, elle fait partie des « Justes parmi les Nations », un des titres les plus honorifiques de l'État d'Israël. Ce titre lui a été décerné à la Mairie d'Auch, dans la salle des Illustres. Son mari a aussi reçu cette récompense à titre posthume le même jour.  